# Ternovšek
Ternovšek je priimek več znanih Slovencev:
- Aljoša Ternovšek (*1972), igralec
- Anton Ternovšek, kipar, deloval v 18. stoletju
- Avguštin Ternovšek (1654—1699), duhovnik in gospodarstvenik
- Peter Ternovšek (*1947), igralec, prejemnik Borštnikovega prstana